# Mir (social)
Cuvântul rusesc mir (мир) are mai multe îmțelesuri: pace și lume, dar mai are și un îmțeles legat de organizarea socială din Imperiul Rus. 
Astfel, prin "mir" se înțelege și partea seculară a organizării societății, în opoziție cu organizarea bisericească (mireană). De asemenea, prin "mir" se mai înțelege și o formă de organizare a comunităților autonome sătești, numite și obșcina.